# Liáns
Liáns o Santa Eulalia de Liáns (llamada oficialmente Santaia de Liáns) es una parroquia española del municipio de Oleiros, en la provincia de La Coruña, Galicia.

## Entidades de población
Entidades de población que forman parte de la parroquia:
- A Babilonia
- A Capela
- A Eira de Concha
- A Ferrala
- A Gaiteira
- Choupana (A Choupana)
- Coruxo de Abaixo
- Coruxo de Arriba, formado por la unión de las aldeas de:
  - Coruxo de Arriba
  - Os Regos
- Eirís
- Espiño (A Fonte do Espiño)
- Franzomel
- Lóngora
- Meixón Frío
- Montrove, formado por la unión de las aldeas de:
  - Lamastelle
  - Montrove
- Morouzo
- Mosteiro
- Muíño do Vento (O Muíño do Vento)
- O Bañil
- O Barral
- O Camiño de Vieiro
- O Castro
- O Catasol
- O Cubo
- O Loural
- Os Carragás
- O Seixo
- O Souto
- Pazo do Río (O Pazo do Río)
- Pazos, formado por la unión de las aldeas de:
  - Bastiagueiro
  - Pazos
- Porto de Santa Cruz (O Porto de Santa Cruz)
- Romardeiro
- Vista Alegre

## Demografía
| Gráfica de evolución demográfica de Liáns entre 2000 y 2018 |
|                                                             |
| Datos según el nomenclátor publicado por el INE.            |